# كت تشو واي
كت تشو واي هو لاعب كرة قدم صيني في مركز الدفاع، ولد في 16 ديسمبر 1991 في هونغ كونغ في الصين. لعب مع نادي جنوب الصين ونادي سون هي.